# Åråsen Stadion
Åråsen Stadion es un estadio de fútbol ubicado en Lillestrøm, Noruega, fue inaugurado en el año de 1951, tiene una capacidad para albergar a 12 300 aficionados aproximadamente con 8798 asientos, 2700  localidades de pie y 736 lcoadidades vip, su equipo local es el Lillestrøm SK de la Tippeligaen noruega.